# 岡部幸明
岡部 幸明（おかべ ゆきあき、1941年4月24日 - 2018年1月26日）は、日本の元競泳選手。島根県温泉津町（現・大田市）出身。1964年東京オリンピック競泳男子800m自由形リレー銅メダリスト。早稲田大学第二政治経済学部卒業。
2018年1月26日7時52分（JST）、肺炎のため大阪府高槻市内の病院にて逝去。76歳没。